# 保險
保险，在法律和经济学意义上，是种风险管理方式，主要用于经济损失的风险。保险被定义为透过缴纳一定的费用，将一个实体潜在损失的风险向一个实体集合的平均转嫁。
其实通俗地讲，就是一旦加入某个团体，就“一人有难，大家平摊”，是以货币形式平摊的社会风险转嫁机制。
现代的社会保险制度是由19世纪德国的铁血宰相奥托·冯·俾斯麦为了与社会主义运动争夺工人阶级而首先创建的，此后的欧洲各国也纷纷效仿，今天已经成为维护现代社会正常运转不可缺少的一环。
早在公元前三千年和公元前二千年，中国和巴比伦的商人就開始嘗試转移或分散风险 。而財產保險的起源可以追溯至1666年倫敦大火。18世紀初出現人壽保險。19世紀後期，意外保險出現。

## 漢語語源
保險一詞本義為據守險要之處。19世紀中期，王韜在短語「保險公司」中，用保險這詞來翻譯Insurance的概念。1868年，「保險公司」一語見於《教會新報》。1869年，林樂知在《教會新報》上發表文章對保險一詞作出解釋。

## 基本概念
中華民國保險法：本法所稱保險，謂當事人約定，一方交付保險費於他方，他方對於因不可預料，或不可抗力之事故所致之損害，負擔賠償財物之行為。
- 根據前項所訂之契約，稱為保險契約。
- 要保人，指對保險標的具有保險利益，向保險人申請訂立保險契約，並負有交付保險費義務之人。
- 被保險人，指於保險事故發生時，遭受損害，享有賠償請求權之人；要保人亦得為被保險人。
- 受益人，指被保險人或要保人約定享有賠償請求權之人，要保人或被保險人均得為受益人。

依據合約規定，當受保人遭遇合約上詳列之意外事故或危險時，承保人同意支付規定金額之補償金，以賠償或保障受保人之損失。
当一个实体（个人，企业，或者任何类型的组织）寻求风险转移的要约被“保险人”（又称“承保人”，通常是一家保险公司，也可以是政府机构）承诺，其就成为“被保险人”，这组要约和承诺构成的保险合同被称为“保险单”，简称“保单”。保险单这种法定文件通常包含了定义保险事故发生的条件及保险责任等内容的保险条款，还包括保险期间、一旦条款约定的保险事故发生，保险人应该承担赔款金额、赔款应该赔给谁（受益人）。当特定保险事故发生导致保险标的损失时，受益人享有向保险人索赔保单规定数额的赔款的权利。
向保险人支付费用的人被称为“投保人”。投保人向保险人支付的费用被称为“保险费”，简称“保费”。大量客户所缴纳的保费一部分被用来建立保险基金用来应付预期发生的赔款，另一部分被承保人用做营业费用支出。如果自始至终保险人所支出的赔款和费用小于保险费收入，那么差额就成为保险公司的利润。

### 保险标的
保险标的，即保险对象，人身保險的标的是被保险人的身体和生命，财产保险的标的是被保险的财产，责任保险的标的是被保险人所要承担的经济赔偿责任，信用保险的标的是被保险人的信用导致的经济损失。

### 保险费率
保险费率是指保险人收取的保险费与保险人承担的保险责任最大给付金额之百分比。

#### 费率的厘定
保险人使用保险精算来量化风险。保险人透过数据的编制来估算未来损失（预定损失率），通常采用合理的近似。保险精算使用统计学和概率来拟合并分析风险分布状态，保险人运用这种科学原理并附加一定条件来厘定保险费率。
这些附加条件包括预定投资收益率、保险单预定利率、预定营业费用和稅金，人寿保险公司的附加条件还主要包括预定死亡率。
保险公司所必须支付的预定利率将会拿来与市场上的借款利率相比较，根据比较，许多保险公司并没有在预定利率方面胜出，但是他们宁肯将其控制到比从别处借款的利率还要低。如果不这样，保险公司将不会给所有者的资本以回报，那么他们将借钱给其他地方以获得市场价格的投资回报。

### 赔付率
- 简单赔付率：是一个时期内的赔款支出占保险费收入的百分比。
- 经过保险费赔付率：年内赔款支出 / （ P101 × 1/24 + P102 × 3/24 + P103 × 5/24 + P104 × 7/24 + P105 × 9/24 + P106 × 11/24 + P107 × 13/24 + P108 × 15/24 + P109 × 17/24 + P110 × 19/24 + P111 × 21/24 + P112 × 23/24 + P201 × 23/24 + P202 × 21/24 + P203 × 19/24 + P204 × 17/24 + P205 × 15/24 + P206 × 13/24 + P207 × 11/24 + P208 × 9/24 + P209 × 7/24 + P210 × 5/24 + P211 × 3/24 + P212 × 1/24）

其中P101指上年一月份保险费收入；P205指本年五月份保险费收入，余者与此含义相同。

### 例子
例如，家庭财产价值$1,000,000，众所周知财产发生风险引起损失足以导致家庭财务危机，所以财产所有者习惯上会购买家庭财产保险。保险公司会厘定一个保险费率，比如一年交费$1,000，交费后，财产损失的风险就转嫁给了保险公司。当保险合同约定的保险事故发生导致家庭财产遭受损失，保险公司就按照合同约定给付保险金，一般条件下，该金额经常被核定为家庭财产重置或者修理的价格。

## 保险的原则

### 保险利益原则
保险利益（又稱為「可保權益」、「可保利益」）是指投保人对保险标的具有的法律上承认的利益。通常投保人会因为保险标的的损害或者丧失而遭受经济上的损失，因为保险标的的保全而获得收益。只有当保险利益是法律上认可的，经济上的，确定的而不是预期的利益时，保险利益才能成立。一般来说，财产保险的保险利益在保险事故发生时存在，这时才能补偿损失；人身保险的保险利益必须在订立保险合同时存在，用来防止道德风险。
以壽險為例，投保人對自身及其配偶具有無限的可保權益，在一些國家地區，投保人與受保人如有血緣關係，也可構成可保權益。另外，債權人對未還清貸款的債務人也具有可保權益。

### 最大诚信原则
最大诚信原则（又稱為「最高誠信」）保证保险合同当事双方能够诚实守信，对自己的义务善意履行。包括如下内容：
- 保险人的告知义务

保险人应该对保险合同的内容即术语、目的进行明确说明。
- 投保人的如实告知义务

投保人应该对保险标的的状况如实告知。
- 投保人或者被保险人的保证义务

投保人或者被保险人对于行为或不作为、某种状态存在或不存在的担保。保证较明确的一种是保险合同上明确规定的保证，比如盗窃险中保证安装防盗门、人身保险中驾驶车辆必须有有效的驾驶证；不需明确的保证称为默示保证，如海上保险中，投保人默示保证适航能力、不改变航道、航行的合法性等。由于保证条款对被保险人限制十分严格，所以各国法律都限制保险人使用默示保证，只有一些约定俗成的事项成为默示保证。
- 弃权和禁止反言原则

弃权是当事人放弃在合同中的某种权利。例如投保人明确告知保险人保险标的的危险程度足以影响承保，保险人却保持沉默并收取了保险费，这时构成保险人放弃了拒保权。再如保险事故发生，受益人在合同规定的期限不索赔，构成受益人放弃主张保险金的权利。
禁止反言指既然已经放弃某种权利，就不得再主张该权利。比如上面第一个例子，保险人不能在承保后，再向投保人主张拒保的权利。

### 损失补偿原则
损失补偿原则，是指保险人必须在保险事故发生导致保险标的遭受损失时，根据保险责任的范围对受益人进行补偿。其含义为保险人对约定的保险事故导致的损失进行补偿，受益人不能因保险金的给付获得额外利益。一般来说，财产保险遵循该原则，但是由于人的生命和身体價值難以估計，所以人身保险並不適用该原则，但亦有學者認為健康險的醫療費用亦應遵循，否則有不當得利之嫌。

### 近因原则
近因原则，是指透过判断风险事故与保险标的的损失之间的关系来确定保险补偿或给付责任的原则。近因是保险标的损害发生的最直接、最有效、最起决定性的原因，而并不是指最近的原因。如果近因属于被保风险，则保险人应赔偿，如果近因属于除外责任或者未保风险，则保险人不负责赔偿。

## 保险与赌博
有人认为保险是一种在保险期间进行的赌博（比较明显的如道德风险）。保险公司赌你和你的财产将不发生损失，而你拿保险所不同的是拿给保险公司钱时可能并不期待发生事故，而你赌马时却期待你所押的马能够胜出。因为每个人并不期待自己死亡、残疾或者发生疾病，而且保险公司通常把财产损失的一部分让被保险人承担（此即為自負額）。但這中間仍有不同，因為賭博是用確定的賭金來獲得不確定的鉅額報酬，但保險是用確定的保費來避免不確定的損失，兩者基本是背道而馳的。
保险和赌博很容易被混淆。其区别在两个方面。首先赌博创造了一个新的投机风险，而保险只是处理一个已经存在的风险的技术手段。其二，赌博一方的损失是另一方的收益；而保险合约的双方都不能由于损失得到更多的收益。所以赌博的双方都希望另一方有损失；而保险合约的双方都希望能避免对方的损失。

## 保险的历史

### 保险的萌芽
公元前2500年前后，古巴比伦王国国王命令僧侣、法官、村长等收取税款，作为救济火灾的资金。古埃及的石匠成立了丧葬互助组织，用交付会费的方式解决收殓安葬的资金。古罗马帝国时代的士兵组织，以集资的形式为阵亡将士的遗属提供生活费，逐渐形成保险制度。随着贸易的发展，大约在公元前1792年，正是古巴比伦第六代国王汉谟拉比时代，商业繁荣，为了援助商业及保护商队的骡马和货物损失补偿，在汉谟拉比法典中，规定了共同分摊补偿损失之條款。
公元前916年，在地中海的罗德岛上，国王为了保证海上贸易的正常进行，制定了罗地安海商法，规定某位货主遭受损失，由包括船主、所有该船货物的货主在内的受益人共同分担，这是海上保险的起源。
在公元前260年-前146年间，布匿战争期间，古罗马人为了解决军事运输问题，收取商人24-36%的费用作为后备基金，以补偿船货损失，这就是海上保险的起源。
公元前133年，在古罗马成立的各雷基亚（共济组织），向加入该组织的人收取100泽司，和一瓶敬人的清酒。另外每个月收取5泽司，积累起来成为公积金，用于丧葬的补助费，这是人寿保险的萌芽。
保险从萌芽时期的互助形式逐渐发展成为冒险借贷，发展到海上保险合约，发展到海上保险、火灾保险、人寿保险和其他保险，并逐渐发展成为现代保险。
另有一說在波羅地海以捕魚維生的小村落，由於村中男性多以捕魚為生，時常發生天候不佳而導致船難，當地的婦人組織起來發起"救難金" 的制度，由每年固定繳納費用，一旦發生海難事件，受難者的眷屬，可以獲得此筆金錢，做為日後生活的補償，以此為保險的先例。

### 海上保险
17世纪，欧洲文艺复兴后，英国资本主义有了较大发展，经过大规模的殖民掠夺，英国日益发展成为占世界贸易和航运业垄断优势的大英帝国，为英国商人开展世界性的海上保险业务提供了条件。保险经纪人制度也随之产生。十七世纪中叶，爱德华·劳埃德在泰晤士河畔开设了"劳合咖啡馆"，成为人们交换航运信息，购买保险及交谈商业新闻的场所。随后在咖啡馆开办保险业务。1969年劳合咖啡馆迁至伦敦金融中心，成为现在的劳合社的前身。1801年，一 些外國商人在廣州聯合組織了一個臨時保險協會，對每艘船所載貨物提供保險，承保限額為1.2萬銀元。這是外商在華經營海上保險業務的開始。隨後，一些印度加爾各答的保險機構也在廣州設立代理處。

### 火灾保险
现行火灾保险制度起源于英国。1666年9月2日，伦敦发生巨大火灾，全城被烧毁一半以上，损失约1200万英镑，20万人无家可归。由于这次大火的教训，保险思想逐渐深入人心。1677年，牙科医生尼古拉·巴蓬在伦敦开办个人保险，经营房屋火灾保险，出现了第一家专营房屋火灾保险的商行，火灾保险公司逐渐增多，1861年-1911年间，英国登记在册的火灾保险公司达到567家。1909年，英国政府以法律的形式对火灾保险进行制约和监督，促进了火灾保险业务的正常发展。

### 人寿保险
在中世纪，各种行會盛行，德国的“扶助金库”，英国的“友爱社”，荷兰和法国的“年金制度”等以集资的形式开始了人寿保险业。
英国蘇格蘭長老會教士羅伯特．華勒斯（Robert Wallace）與亞歷山大．韋伯斯特（Alexander Webster）在1744年建立的“蘇格蘭教會牧師遺孀基金會社”（演變成今日蘇格蘭遺孀基金）等保险组织，使人寿保险企业化。

### 社会保险
现代的社会保险制度是由19世纪德国的铁血宰相奥托·冯·俾斯麦为了与社会主义运动争夺劳工阶级而首先创建的，此后的欧洲各国也纷纷效仿，主要包括医疗、养老（退休金）等方面。

### 中国保险发展简史

#### 先秦時期
中国早在夏、商、周时代，就形成了保险的思想。在《礼记》中记载：「故人不独亲其亲，不独子其子，使老有所终，壮有所用，幼有所长，鳏寡孤独廢疾者皆有所养」，这是中国最古老的社会养老保险思想。（仅仅是一种道德主张而已，并非真正经济化货币化的保险思想。）

#### 西漢
在汉宣帝时代，根据大司农中丞耿寿昌的建议，建立「常平仓制」，在边郡搜筑粮仓，榖贱时提高粮价买入，榖贵时低价出售给百姓。在隋文帝时代，建立「义仓制」，遇到灾年，开仓放粮，救济灾民。这些都是财产保险和社会保险的萌芽，起到了防灾防损的作用。

#### 近現代─民國時期
中国现代保险最早的是广州成立的「广东保险社」，是随着清代外贸在广州发展，由外资开办面向外贸商人而设的。而由华人资本承办的保险公司最早是1885年招商局在上海创办的「仁和」、「济合」两家保险公司，后合并成为「仁济和」保险公司，主要经营水、火保险。到第二次国共内战结束前，上海华商保险公司剩余129家并奄奄一息，外商保险公司64家。

#### 1949年後
中华人民共和国成立後，1949年10月，成立了中国人民保险公司，在全国设立分支机构，并正式对外营业。1951年，在公私合营中，28家私营保险公司合并成为太平保险公司和民安保险公司。后来中国保险集团将这两家保险公司合并成为「中国太平保险股份有限公司」，专门对外国营业。1953-1958年，保险事业在调整中发展，一直到1958年大跃进和共产风，到处吃饭不要钱，生老病死由国家统一包办，认为不需要保险了。于是除了国外保险业务外，国内保险业务全部停办。到1968年文化大革命时期，国外保险业务也停办了。

#### 改革開放後
1978年中共十一届三中全会后，中国保险业务又逐渐恢复，中国人民保险公司恢复营业，对内称为中国人民银行保险司，由中国人民银行为主管单位并负责保险监管，后来逐渐脱离中国人民银行成为独立的保险公司，1986年南昌保险学校的成立使得中国保险业人才培养储备上了一个大的台阶。随后，陆续成立了中国太平洋保险公司和中国平安保险公司。1995年，《中华人民共和国保险法》颁布并规定，保险公司不能产寿险混合经营。所以各保险公司逐渐分业经营。1998年11月18日成立了中国保险业监督管理委员会，中国人民银行的保险市场监督管理职能由中国保险监督管理委员会接管。

#### 現況
截至2005年底，中国大陆有中资保险公司42家，外资保险公司40家，金融保险集团6家，保险资产管理公司5家，保险代理公司1313家，保险经纪公司268家，保险公估公司219家。

## 保险的分类

### 按保险标的
- 财产保险是以各种物质财产为保险标的的保险，保险人对物质财产或者物质财产利益的损失负赔偿责任。
  - 火灾保险是承保陆地上存放在一定地域范围内，基本上处于静止状态下的财产，比如机器、建筑物、各种原材料或产品、家庭生活用具等因火灾引起的损失。
  - 海上保险实质上是一种运输保险，它是各类保险业务中发展最早的一种保险，保险人对海上危险引起的保险标的的损失负赔偿责任。
  - 货物运输保险是除了海上运输以外的货物运输保险，主要承保内陆、江河、沿海以及航空运输过程中货物所发生的损失。
  - 各种运输工具保险主要承保各种运输工具在行驶和停放过程中所发生的损失。主要险种包括
    - 汽车保险承保各种汽车车身损失及第三者责任。
    - 航空保险承保各种客机和运输飞机的飞机机身、第三者责任、旅客责任的保险。
    - 船舶保险承保各类海上船舶（客轮、货轮、油轮、集装箱船、趸船、拖驳、游艇和渔船）的船壳、船上机器、导航设备、家具、物料及给养、燃油等，还可以加保与其他船舶碰撞而需免除的法律责任。
    - 铁路车辆保险承保铁路机车的任何（包括财产和责任）损失。

  - 工程保险承保各种工程期间一切意外损失和第三者人身伤害与财产损失。
  - 灾后利益损失保险指保险人对财产遭受保险事故后可能引起的各种无形利益损失承担保险责任的保险。
  - 盗窃保险承保财物因强盗抢劫或者窃贼偷窃等行为造成的损失。
  - 农业保险主要承保各种农作物或经济作物和各类牲畜、家禽等因自然灾害或意外事故造成的损失。
- 责任保险是以被保险人的民事损害赔偿责任作为保险标的的保险。
  - 公众责任保险承保被保险人对其他人造成的人身伤亡或财产损失应负的法律赔偿责任。
  - 雇主责任保险承保雇主根据法律或者雇佣合同对雇员的人身伤亡应该承担的经济赔偿责任。
  - 产品责任保险承保被保险人因制造或销售产品的缺陷导致消费者或使用人等遭受人身伤亡或者其他损失引起的赔偿责任。
  - 职业责任保险承保医生、律师、会计师、设计师等自由职业者因工作中的过失而造成他人的人身伤亡和财产损失的赔偿责任。
  - 保赔保险承保车、船在经营中，按照法律或合同的规定对他人所承担的损害赔偿责任。
- 保证保险保险标的是信用风险。
  - 信用保险以订立合同的一方要求保险人承担合同的对方的信用风险为内容的保险。
  - 保证保险以义务人为被保证人按照合同规定要求保险人担保对权利人应履行义务的保险。
- 人身保險是以人的身体或者生命作为保险标的的保险，保险人承担被保险人保险期间遭受到人身伤亡，或者保险期满被保险人伤亡或者生存时，给付保险金的责任。
  - 人身意外伤害保险是指保险人对被保险人因意外事故而遭受伤残、死亡时履行支付保险金责任的保险。
  - 疾病保险，是保险人对被保险人因疾病而支出的医疗费用，或者因疾病而丧失劳动能力，按照保险单的约定给付保险金的保险。
  - 人壽保險承担人的生命，以其生存或者死亡为保险标的的保险。[12]
    - 風險保障型人壽保險
      - 定期死亡保险以被保险人保险期间死亡为给付条件的保险。
      - 终身死亡保险以被保险人终身死亡为给付条件的保险。
      - 两全保险以被保险人保险期限内死亡或者保险期间届满仍旧生存为给付条件的保险，有储蓄的性质。
      - 年金保险以被保险人的生存为给付条件，保证被保险人在固定的期限内，按照一定的时间间隔领取款项的保险。

    - 投資理財型人壽保險
      - 分紅保險
      - 投資連結保險就是保險公司將收進來的資本（保費）除了提供給客戶保險額度以外，還會去做基金標的連結讓客戶可以享受到投資獲利。
      - 萬能人壽保險（又稱為萬用人壽保險）
- 再保险以保险公司经营的风险为保险标的的保险。
- 独资公司企业人意外人生保险，独资公司又称‘一人公司’，独资者承担一切风险，此保险包含人生意外保险，若独资者发生任何人生意外而不能继续工作，保险公司将索赔最多个人总收入的百分之八十。此类保险在荷兰被广为应用。AOV

### 按保险性质
- 消费型保险：投保人和保险人约定在某固定时期内，对被保险标的（人或物）的安全进行投保，如被保险标的在约定期内发生损失，则保险人需对投保人进行赔付，若被保险标的在约定期内完好无损，则投保人所投保的保费归保险人所有。这种保险常见于短期的人身伤害保险，定期的贵重财产保险，如航空意外险，汽车保险等。

- 投资型保险：这种保险常常表现为人寿保险，其本质属于一种带有轻微保障功能的理财产品。由于其利润丰厚，又属非刚性保险需求，是目前商业保险中，保险人最热衷推销的险种。而缺乏保险知识的大众，往往会贪图，以自己幻想的情况作为对这种险种的价值判断，常受到保险代理人的怂恿鼓动，听信保险代理人对保障和收益夸大的口头承诺，甚至是欺骗，而购买了若干不适合的保险产品，最终导致上当受骗，蒙受巨大的经济损失。保险公司专业的精算師团队设计的投资型保险是尽大可能地保障保险公司利益，因此投保人妄图从这种产品中获益的可能性极低。待日后才发现所能获得的保障极其有限时，则悔之已晚。

## 争论

### 人寿保险和储蓄
某些人寿保险契约约定了现金价值，如果保险合同退保的话，投保人可以拿到该价值，或者可以透过保单借款得到该价值。有些保险单，比如年金保险或者基金型保险单，在需要的时候可以作为金融工具用来聚集或者清算财产，参见人壽保險。
在许多国家，像美国和英国，税法规定这些现金价值所得的利息在某种情况下不应征税。这种规定导致了人寿保险成为并被当做储蓄的避税手段，如果早亡的情况发生的话。
中国的税法并没有明确这一点，但是通常未见对保险金所得征税。

### 保险条款的通俗化
保险条款里面含有许多专业术语和法律条文，导致许多非业内人士阅读和理解十分艰难。保险单内容也很复杂，很多客户可能不能理解保险单规定的所有的费用、规定和保险责任。结果，人们可能购买了他们并不想要的保险。
为了解决这个问题，中华人民共和国保险法规定了关于保险单内容至少应包含的标准条款，其他一些法律法规规定了如何宣传和销售保险。
客户虽然可以透过保险经纪人购买保险，经纪人会给客户一些关于购买什么样的保险以及保险单的局限性等忠告。因为保险经纪公司可以掌握多家保险公司的产品的情况，从而向市场上"贩卖"费率低保障高的保险。但是在中国，保险经纪行业刚刚起步，数量少而且很不规范。
一些保险公司开始尝试将保险条款进行通俗化的改造，以使大多数人看得懂。拥护的意见认为这是一个好的方向。但是许多业内人士和法律专家认为，这样做会导致保险条款失去法律意义上的严谨性，可能导致歧义，从而引发经济纠纷。

### “霸王条款”
2004年12月，中国消费者协会对中国保险业十大不平等格式条款做了点评 （页面存档备份，存于），引起社会的广泛关注。它们是：
1. 随心所欲调费率 单方变更不协商
2. 理赔扣除互助款 只讲利益无信誉
3. 文字口头双限制 住院津贴难求偿
4. 理赔须知事后给 自我免责无效力
5. 单方规定投保人先向第三方索赔
6. 任意设免赔率 转嫁经营风险
7. 残车折归投保人 加重消费者责任
8. 规定管辖法院限制投保人选择
9. 降低施救费用的法定最高限额
10. 任意设置拒赔及合同解除条款

有保险业内资深人士指出，第1条是否属于霸王条款应根据实际情况确定，如果保险人调整费率的行为提前告知投保人并且宣告对方有机会解除保险合同的，调整费率不必提供理由。
其中的2、6、8、9、10五条不属于霸王条款。例如第2条理赔扣除互助款是国际通行的做法，因为医疗费用报销型健康保险，不允许投保人因此获利。第6、9条对于免赔额（率）和赔付最高限额的规定，是保险人经常采用的风险管理的手段，用以防止道德风险，也是国际通行的做法。第8条关于管辖法院的确定，是民事诉讼法规定的被告人所在地法院的管辖原则。第10条投保人提供各种证明材料是其义务，不履行义务的，保险人有权解除合同或者拒绝履行赔款义务，同时这些条款也是打击保险欺诈的有效手段。
第3、4、5、7条应属于不公正理赔行为，不属于“条款”范畴。

## 保险基础知识
- 风险和风险管理
- 保险合同
- 大数定律

## 保险分类
- 财产保险
- 人身保險
- 责任保险
- 信用保险
- 再保险
- 旅遊保險
- 專屬自保（英语：Captive insurance）

## 保險市場
- 保險市場
- 保險公司
- 保險監管
- 保險中介

## 流行文化
涉及保險從業員角色的影視作品

### 中國大陸
- 《爸爸叫紅旗》，2002年電視連續劇
- 《非常保險檔案》，2002年電視連續劇
- 《睡龍神探之情愛保險》，2008年電視連續劇
- 《歲月驕陽》，2010年電視連續劇

### 香港
- 《橫財三千萬》，1991年香港電視廣播有限公司電視劇
- 《愛情全保》，2006年香港電視廣播有限公司電視劇
- 《情陷夜中環》，2005年香港亞洲電視電視劇
- 《守護神之保險調查》，2018年香港電視廣播有限公司電視劇

### 美國
- 《超人特攻隊》，2004年迪士尼發行的電腦動畫電影